# 马兹罗勒 (上比利牛斯省)
马兹罗勒（法語：Mazerolles，法語發音：[mazʁɔl]）是法国上比利牛斯省的一个市镇，属于塔布区。

## 地理
马兹罗勒（43°21'16"N, 0°17'8"E）面积6.33 平方千米，位于法国奧克西塔尼大區上比利牛斯省，该省份为法国西南部内陆省份，北至热尔省，西接大西洋比利牛斯省，南与西班牙接壤，东临上加龙省。
与马兹罗勒接壤的市镇（或旧市镇、城区）包括：埃斯唐皮尔、昂坦、贝尔纳代德巴、布伊尔德旺、弗雷谢德、圣瑟韦德吕斯唐。

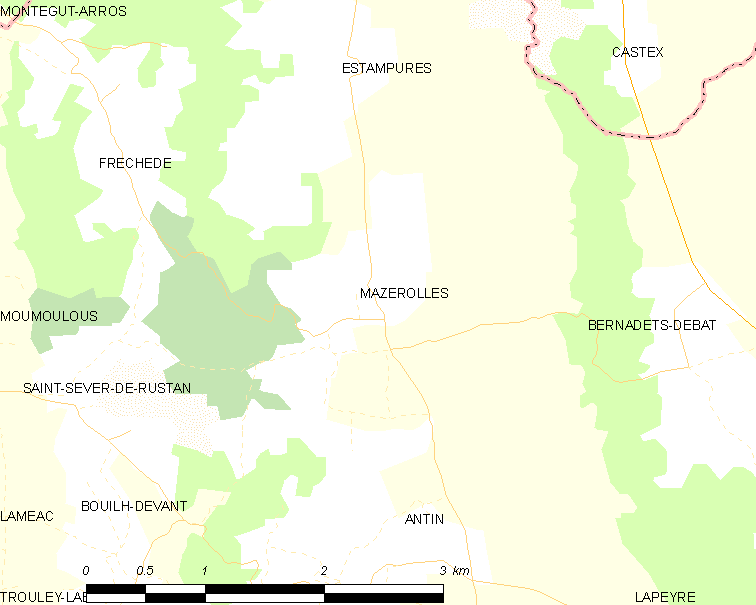
的OSM定位图

马兹罗勒的时区为UTC+01:00、UTC+02:00（夏令时）。

## 行政
马兹罗勒的邮政编码为65220，INSEE市镇编码为65308。

## 政治
马兹罗勒所属的省级选区为山丘县。

## 人口

1962-2008年间人口变化图示

马兹罗勒于2022年1月1日时的人口数量为110人。